# Zawada (województwo podkarpackie)

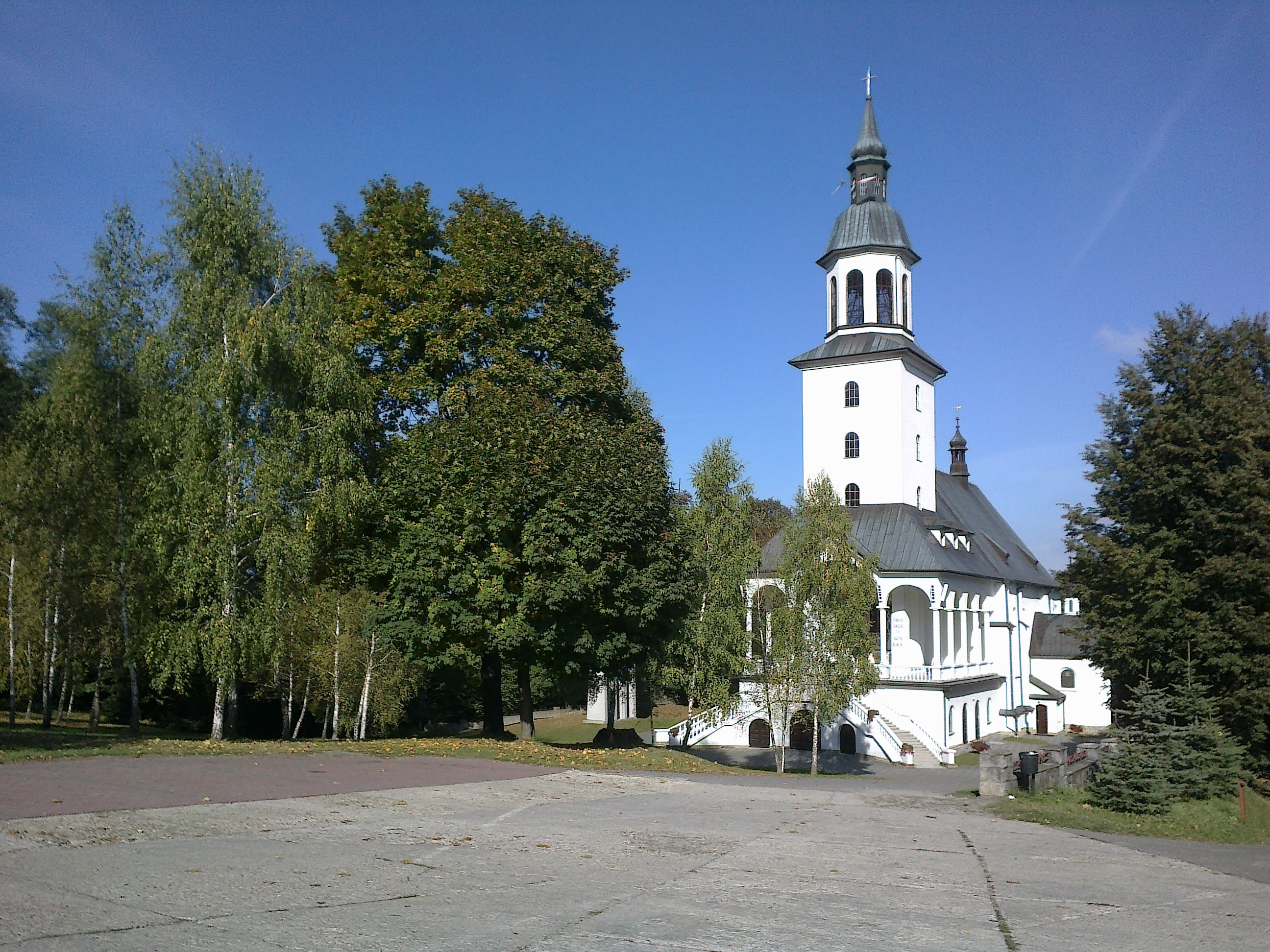
Kościół pw. Narodzenia NMP

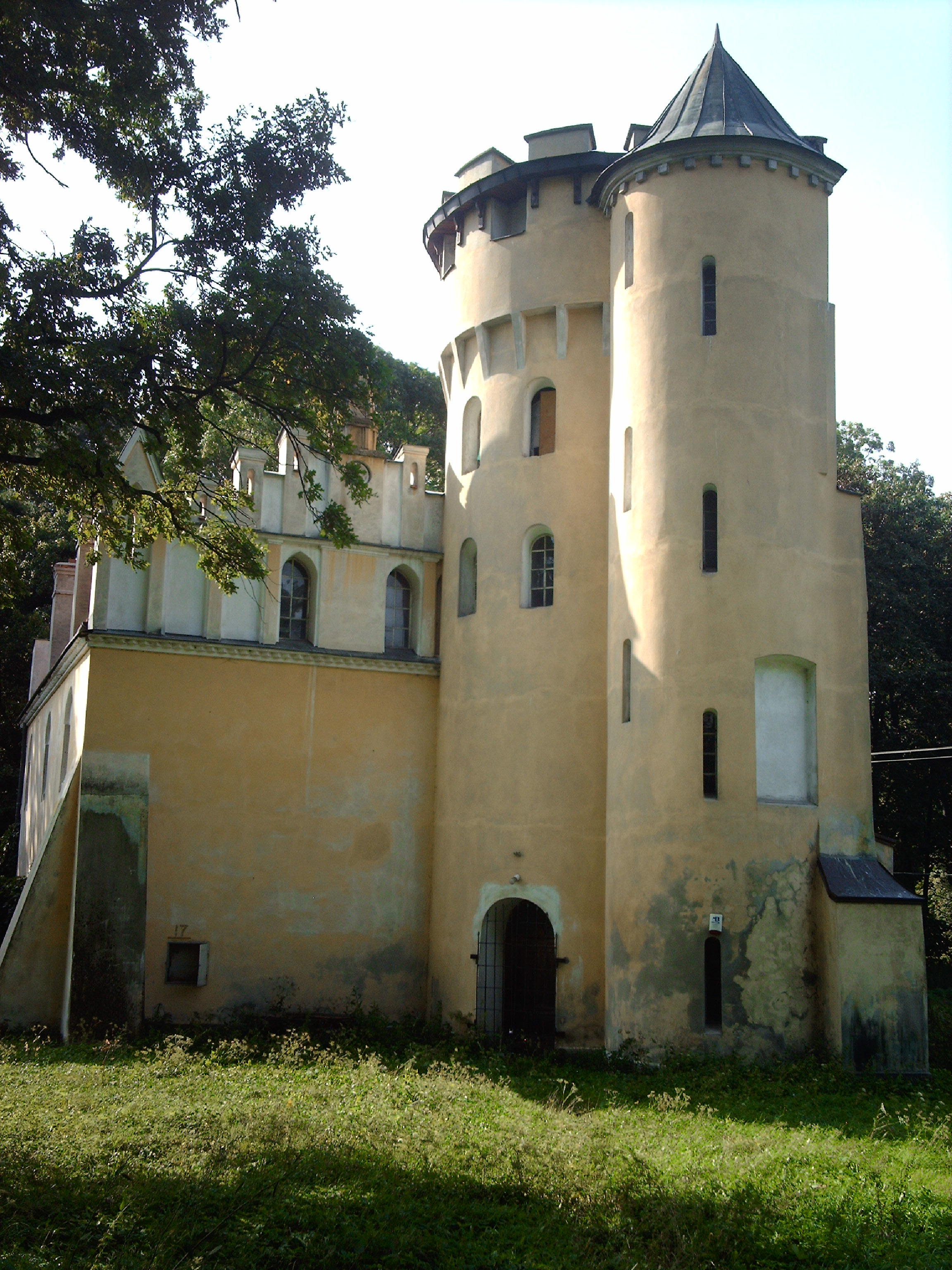
Zamek

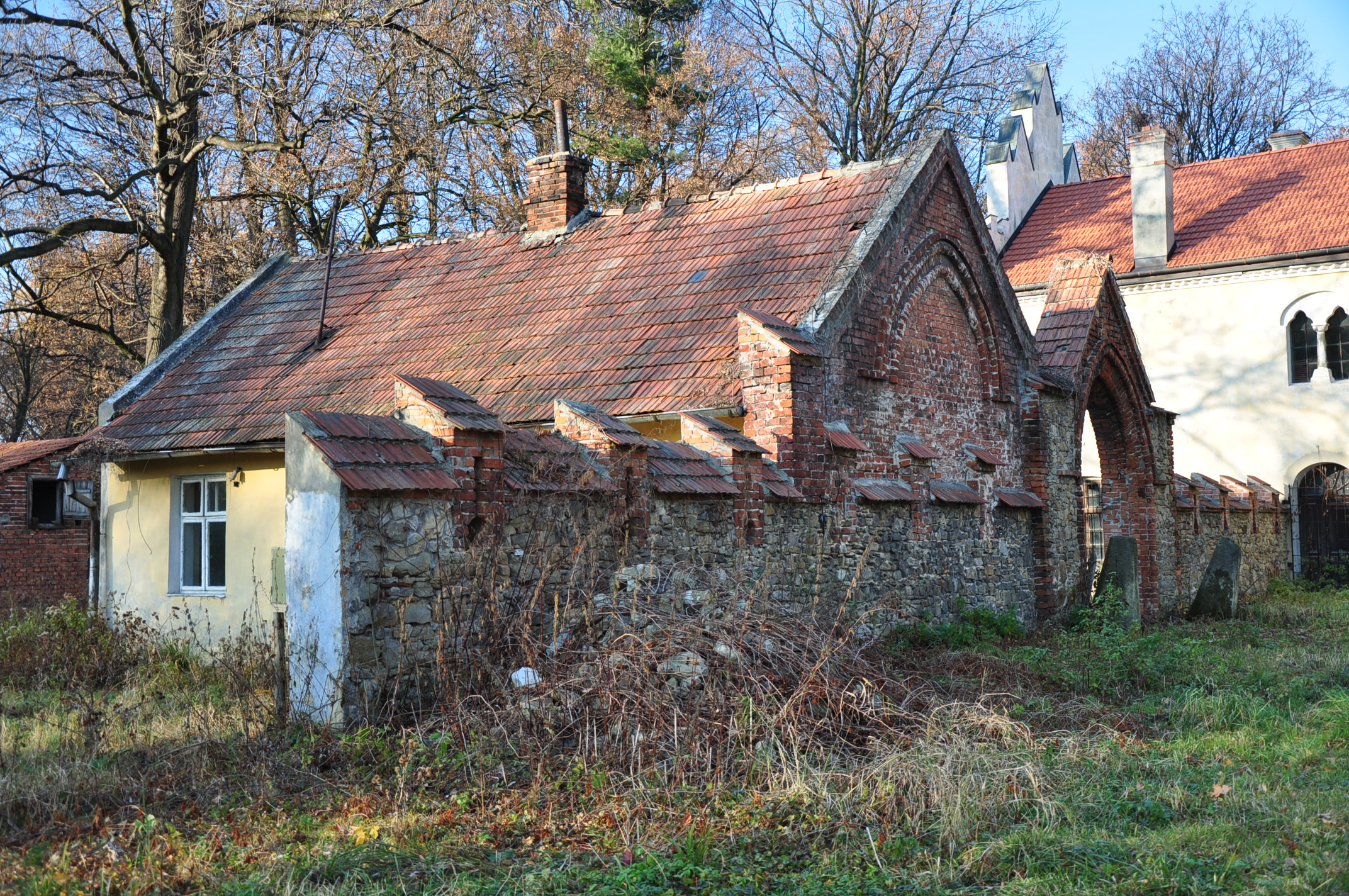
Zabudowania dworskie

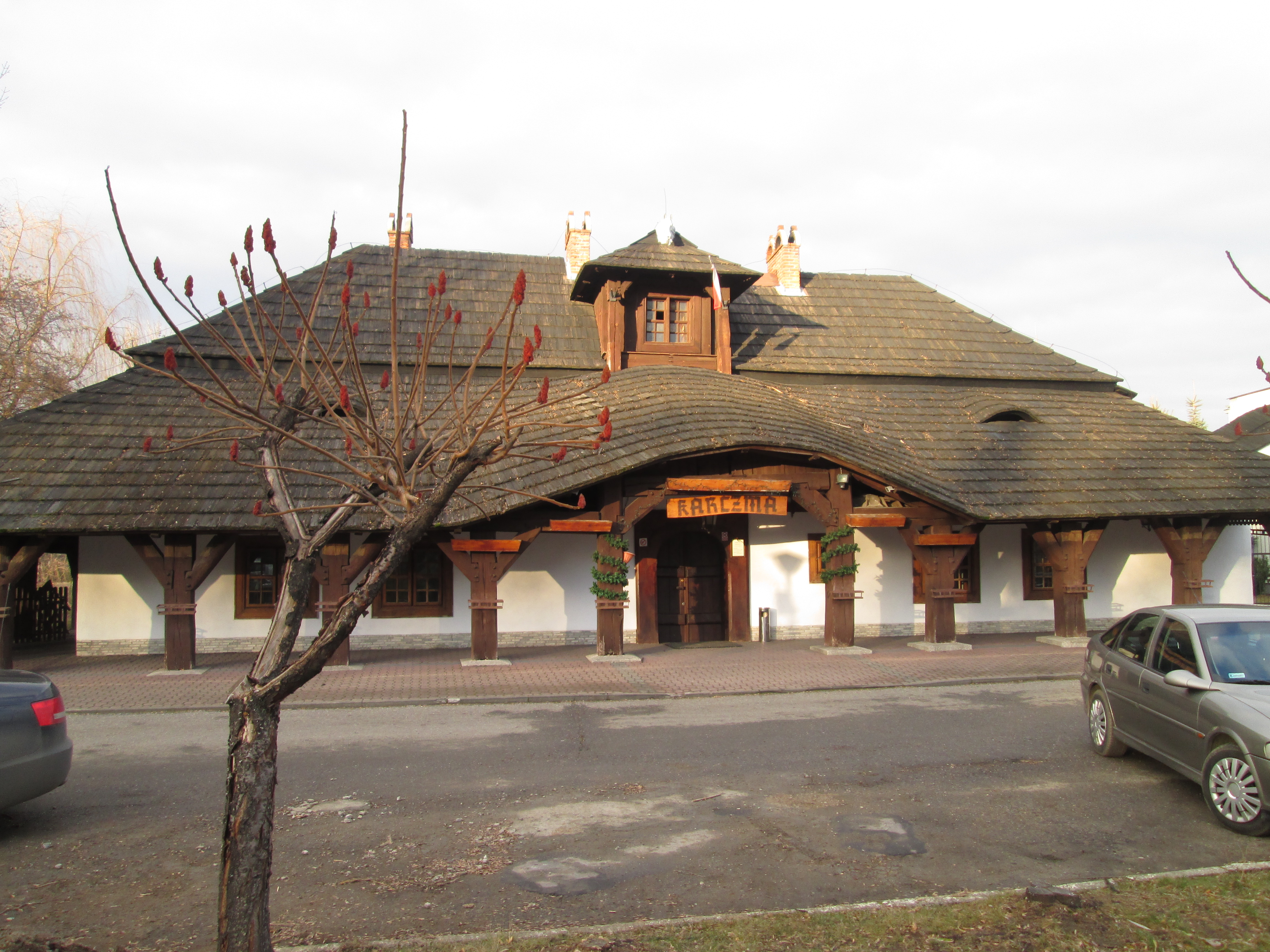
Karczma

Zawada – wieś w Polsce położona w województwie podkarpackim, w powiecie dębickim, w gminie Dębica.
W latach 1975–1998 miejscowość należała administracyjnie do województwa tarnowskiego.
Wieś położona południkowo, na progu Pogórza Strzyżowskiego i zapadliska przedkarpackiego, wzdłuż rzeki Zawadki (Isełki), przecięta drogą krajową nr 94 i linią kolejową nr 91.
W Zawadzie ma siedzibę rzymskokatolicka parafia Narodzenia Najświętszej Maryi Panny.

## Części wsi
| SIMC    | Nazwa     | Rodzaj    |
| ------- | --------- | --------- |
| 0818798 | Bobrek    | część wsi |
| 0818806 | Szemberek | część wsi |
| 0818812 | Zagroda   | część wsi |

## Historia
Wieś istniała od XIII wieku. Pierwsza wzmianka o niej pochodzi z 1337 roku. Nazwę miejscowości w zlatynizowanej staropolskiej formie Zawada wymienia w latach (1470-1480) Jan Długosz w księdze Liber beneficiorum dioecesis Cracoviensis. Długosz wymienia również właściciela miejscowości Spytka z Melsztyna.
W XIV wieku, według zachowanych z tego okresu dokumentów, istniały dwie Zawady – Zawada oraz Bobrek, zwany też Wolą Zawadzką. Bobrkiem nazywane jest obecnie wzgórze, na którym stoi kościół. Zawada od początku była wsią prywatną. Początkowo była posiadłością Melsztyńskich, później Ligęzów. W 1595 roku Stanisław Ligęza zbudował w Zawadzie drewnianą kaplicę, zaś w 1616 roku sprowadził do wsi ojców augustianów, którzy zresztą szybko opuścili wieś. W XVII wieku w miejscu kaplicy zbudowano kościół. Na przełomie XVI i XVII wieku Ligęzowie rozpoczęli też budowę okazałego zamku. 
Od końca XVII w. kolejnymi właścicielami zamku, wsi i dóbr obejmujących miasto Dębica byli: 
- Jan Kazimierz Ligęza[10],
- Felicja, córka Jana Kazimierza i jej mąż Jan Walewski[10],
- Kazimierz Walewski (od 1703), syn Jana Kazimierza i Felicji Walewskich, stolnik sieradzki[11],
- Jan Jerzy Przebendowski (na mocy odstąpienia przez Walewskiego)[11],
- Dorota Henrietta, córka Jana Jerzego Przebendowskiego i jej mężowie: Jan Mikołaj Radziwiłł i Franciszek Bieliński[11],
- Michał Hieronim Radziwiłł (od 1766 na mocy spadku po Janie Mikołaju)[11],
- Anna Elżbieta, córka Michała Hieronima i jej mąż (od 1816) Atanazy Raczyński (ambasador Prus w Lizbonie i Madrycie)[11],
- Karol Edward Raczyński, syn Anny Elżbiety i Atanazego[11],
- Edward Aleksander Raczyński, nieślubny syn kuzyna Karola Edwarda[11],
- Roger Adam Raczyński (w okresie I wojny światowej), syn Edwarda Aleksandra[9],
- Edward Bernard Raczyński, syn Edwarda Aleksandra[11].

31 lipca 1791 roku utworzona została parafia Zawada.
Przez ten okres Zawada dzieliła losy całej ziemi dębickiej – w tym klęski żywiołowe, takie jak powodzie i epidemie oraz najazdy wrogów.
Po I rozbiorze Polski (1772) Zawada weszła w skład zaboru austriackiego. W 1853 roku założono we wsi szkołę. W 1914 we wstępnej fazie I wojny światowej podczas bitwy galicyjskiej Zawada była miejscem walk rosyjsko-austriackich. Kilkakrotnie przechodziła z rąk do rąk. Ucierpiał wówczas zamek, który odbudowano po wojnie. W czasie II wojny światowej wymordowana została przez okupantów niemieckich ludność żydowska. Okolice Zawady były miejscem działania licznych grup partyzanckich.
Po zakończeniu wojny majątek Raczyńskich został znacjonalizowany na mocy reformy rolnej z 1944, na jego terenie powstało państwowe gospodarstwo rolne i funkcjonowała nadal stadnina koni. Około 1978 PGR przeszedł pod zarząd kombinatu Igloopol z Dębicy. W 2000 zespół dworski stał się własnością prywatną.

## Kościół
Kościół pw. Narodzenia Najświętszej Marii Panny, będący obecnie Sanktuarium Maryjnym, stoi na wzniesieniu górującym nad okolicą. Pierwotnie stała w tym miejscu świątynia drewniana (Zawada należała do parafii Lubzina), fundowana przez Stanisława Ligęzę. We wnętrzu mieszczono przywieziony z Włoch w 1610 roku obraz Matki Boskiej z Dzieciątkiem. Namalowano go na wzór obrazu Matki Boskiej Śnieżnej z kaplicy Borghesów w bazylice Matki Bożej Większej w Rzymie. Uważany był przez ludność za cudowny.
Obecna świątynia wzniesiona została w latach 1646–1656 z fundacji Achacego Ligęzy. 31 lipca 1791 roku utworzona została parafia Zawada, obejmująca też sąsiednie wsie.
Świątynia była i jest celem licznych pielgrzymek ludności okolicznych miejscowości. Parafianie zawadzcy przyczynili się znacznie do pomyślnego przeprowadzenia postępowania w sprawie koronacji cudownego obrazu Matki Boskiej, składając zeznania o doznaniu licznych uzdrowień za przyczyną swojej patronki. Koronacja ta musiała być jednak przesunięta z planowanego terminu, tj. 1914 r., ze względu na wybuch I wojny światowej. W czasie tej wojny austriacki pocisk artyleryjski utknął w jednej z akacji otaczających obiekt i nie eksplodował, co mieszkańcy poczytali za cud. 8 września 1920 roku odbyła się koronacja obrazu przez biskupa tarnowskiego Leona Wałęgę.

## Zespół dworski
Zamek – jego początki sięgają II połowy XVI wieku, gdy władzę objął Stanisław Ligęza. W XVII wieku Ligęzowie wznieśli czterobasztowy zamek, największy w regionie. Po Ligęzach właścicielami zamku byli Przebędowscy, Radziwiłłowie oraz Raczyńscy. W 1819 roku nowym właścicielem zamku został hrabia Atanazy Raczyński.
W XIX wieku zamek był już w stanie ruiny (stały tylko dwie baszty), więc nowy właściciel przystąpił do jego gruntownej przebudowy, która zmieniła charakter obiektu. W efekcie prowadzonych prac powstała okazała czterobasztowa, masywna, piętrowa, pokryta dwuspadowym dachem budowla utrzymana w stylu neogotyckim. Jej główną, wschodnią fasadę zaprojektował pruski architekt Karl Friedrich Schinkel. Wówczas też od strony południowego zachodu zostało dobudowane do zamku dodatkowe skrzydło ze schodkowatymi szczytami. Zamek mieścił bogatą galerię obrazów i rzeźb oraz bibliotekę. Stanowił unikalne połączenie stylu arkadowego z neogotykiem.
W trakcie bitwy galicyjskiej w I wojnie światowej zamek został ufortyfikowany przez wojska austriackie, które wycofały się 23 września 1914. Na ich miejsce wkroczył rosyjski 2 Pułk Kozaków Dońskich, który spalił obiekt 27 września wraz z księgozbiorem i galerią. Pozostałości zostały ponownie podpalone podczas odwrotu rosyjskiego wiosną 1915. Po zamku pozostała jedynie jedna zwieńczona krenelażem baszta z przyłączoną do niej wieżyczką oraz wspominane już dodatkowe skrzydło wraz z fragmentem murów. Po zakończeniu wojny Edward Bernard Raczyński odremontował ocalały fragment zamku i rozebrał ruiny. 
W 1956 rozpoczęła się adaptacja pozostałości zamku do funkcji mieszkalnych i biurowych. W latach 80. XX w. Igloopol przeprowadził kolejny remont zespołu pałacowego. Po 1989 obiekt popadł w ruinę. Jego prywatny właściciel prowadził od 2002 nieregularnie ograniczone prace remontowe (m.in. remont generalny oficyny przed 2014) i w 2021 został zobowiązany do naprawy ogrodzenia.
Dwór – neorenesansowy, wzorowany na Groote Schuur, śródmiejskiej willi Cecila Rhodesa w Kapsztadzie, piętrowy, założony na planie prostokąta. Wybudowany nieopodal starego zamku we wschodniej części parku w 1920 przez Edwarda Aleksandra Raczyńskiego, prawdopodobnie według projektu angielskiego architekta, sprowadzonego przez pochodzącą z tego kraju żonę właściciela. Fasada wejściowa zwrócona na zachód ma na osi wgłębny portyk wsparty na czterech jońskich kolumnach, podtrzymujący taras na piętrze. Boczne ryzality wieńczą jednakowe, wysokie szczyty o falistych liniach. Od południa umieszczono niski taras stanowiący łącznik pomiędzy budowlą a ogrodem. Dwór otaczają niskie budynki gospodarcze. Obecnie zespół dworsko-parkowy jest zaniedbany. W willi mieści się siedziba Przedsiębiorstwa Rolno-Przemysłowego „Zawada” Marka Nagawieckiego, prezesa Żwirowni Grabiny, który w 1994 przejął Zakład Eksploatacji Kruszywa Latoszyn (przejściowo część Igloopolu) w Grabinach.

## Karczma
Karczmę zbudowano w XVII wieku jako przydrożną gospodę. Do dziś znajduje się tam, zgodnie z pierwotnym przeznaczeniem, zajazd. Była miejscem kręcenia filmów historycznych.

## Zabytki
Według rejestru zabytków NID na listę zabytków wpisane są:
- kościół parafialny pw. Narodzenia NMP, 1646, XIX, nr rej.: A-1138 z 30.05.1987
- zespół dworski, nr rej.: A-253 z 18.03.1972:
  - pozostałości dworu (baszta), XVII i XIX w.
  - oficyna, pocz. XIX w.
  - pałac, 1918
  - pralnia z bramką, pocz. XIX w.
  - brama wjazdowa, pocz. XIX w.
  - studnia, pocz. XIX w.
  - park z XVIII-XIX w., nr rej.: A-420 z 16.07.1998
- karczma z końca XVIII w., nr rej.: A-254 z 19.12.1969.